# Craig Cathcart
Craig George Cathcart (* 6. Februar 1989 in Belfast) ist ein ehemaliger nordirischer Fußballspieler, der auf der Position des Innenverteidigers spielte. Er begann seine Karriere bei Manchester United und stand im September 2023 zuletzt bei der KV Kortrijk in Belgien unter Vertrag. Mit 262 Spielen absolvierte er die meisten Pflichtspiele in seiner Karriere für den FC Watford. Zwischen 2010 und 2023 spielte er für die Nationalmannschaft von Nordirland und nahm mit dieser an der Europameisterschaft 2016 teil.

## Karriere

### Manchester United
Craig Cathcart wechselte 2005 in die Jugendakademie von Manchester United und spielte in der Folgezeit für die verschiedenen Nachwuchsmannschaften des Vereins. Da seine Einsatzchancen in der ersten Mannschaft sehr gering waren, verlieh ihn der Verein 2007 an Royal Antwerpen in die zweite belgische Liga. In der Folgesaison verbrachte er eine Spielzeit auf Leihbasis bei Plymouth Argyle in der Football League Championship 2008/09. Cathcart profilierte sich als Stammspieler bei dem englischen Zweitligisten und erreichte mit seiner Mannschaft knapp den Klassenerhalt. Auch die kommende Spielzeit verbrachte er in der zweithöchsten englischen Spielklasse, diesmal auf Leihbasis beim FC Watford. In drei Monaten zwischen September und Dezember 2009 absolvierte er zwölf Ligaspiele in der Football League Championship 2009/10. Da seine Perspektiven in Manchester auch nach seiner Rückkehr nicht besser waren, wechselte er zur folgenden Saison zum FC Blackpool.

### FC Blackpool
Blackpool hatte die letzte Spielzeit ebenfalls in der zweiten englischen Liga verbracht und dort völlig überraschend den Aufstieg in die Premier League erreicht. Nach einem sechsten Platz in der regulären Saison hatte die Mannschaft in den Play-offs erst Nottingham Forest ausgeschaltet, ehe im Finale in Wembley Cardiff City bezwungen wurde. Cathcart konnte damit am 14. August 2010 beim 4:0-Auswärtserfolg bei Wigan Athletic sein Debüt in der Premier League 2010/11 feiern. Auch in der Folgezeit kam Cathcart regelmäßig zum Einsatz und steuerte seinen Teil zum guten Saisonstart seiner neuen Mannschaft bei. Dennoch reichte es am Ende nicht und Blackpool stieg als Vorletzter umgehend wieder ab. In der Zweitligasaison 2011/12 verpassten sie zunächst als Fünfte den direkten Aufstieg und der verloren dann auch das Aufstiegs-Playoff-Finale mit 1:2 gegen den Tabellendritten West Ham United vor 78.523 Zuschauern in Wembley. In der folgenden Saison blieben sie als Fünfzehnte hinter den Erwartungen zurück und 2013/14 hatte Blackpool nur zwei Punkte Vorsprung auf einen Abstiegsplatz.

### FC Watford
Zur Saison 2014/15 wechselte er ablösefrei zum Ligakonkurrenten FC Watford, mit dem er am Saisonende als Vize-Zweitligameister in die Premier League zurückkehrte. Die von Überraschungen geprägte Premier League Saison 2015/16 beendete Watford auf einem Platz im gesicherten Tabellenmittelfeld. Im FA Cup 2015/16 stieß er mit Watford bis ins Halbfinale vor, verlor dies aber mit 1:2 gegen Crystal Palace.

### Karriereende in Belgien
Nachdem sein Vertrag bei Watford ausgelaufen war, wechselte der Anfang September 2023 nach Belgien zur KV Kortrijk. Zwei Wochen nach dem Transfer wurde der Vertrag einvernehmlich aufgelöst und Cathcart beendete seine Karriere.

### In der Nationalmannschaft
2007 gehörte er zum europäischen Aufgebot beim UEFA-CAF Meridian Cup für U-18-Mannschaften. Mit der U-21-Mannschaft nahm er an den Qualifikationen für die U-21-EM 2009 und 2011 teil und traf dabei am 5. September 2008 und 13. November in den Spielen gegen Deutschland auf die späteren Weltmeister Mats Hummels, Sami Khedira, Toni Kroos, Thomas Müller, Mesut Özil und André Schürrle.
Sein Debüt für die nordirische Nationalmannschaft gab Cathcart am 3. September 2010 beim 1:0-Sieg gegen Slowenien in der Qualifikation für die Fußball-Europameisterschaft 2012. Er spielte nicht nur über die volle Spielzeit, sondern gab auch die Vorlage zum Siegtreffer. Ab März 2011 wurde er regelmäßig in den weiteren EM- und 2012/13 den WM-Qualifikationsspielen seines Landes eingesetzt. In der Qualifikation zur Fußball-Europameisterschaft 2016 in Frankreich war er anfänglich nur Ersatzspieler und kam nur zu zwei Kurzeinsätzen. Die letzten beiden Spiele bestritt er aber wieder als Stammspieler in der Innenverteidigung und beim 1:1 gegen Finnland half er mit seinem ersten Nationalmannschaftstor die Endrundenteilnahme zu sichern. Nordirland qualifizierte sich erstmals für eine EM und Cathcart wurde ins nordirische Aufgebot aufgenommen. Als Stammspieler bestritt er alle vier Partien des Teams über die vollen 90 Minuten. Im Auftaktspiel gegen Polen war er der erste Nordire, der eine Gelbe Karte bei einer EM-Endrunde bekam. Nordirland erreichte das Achtelfinale und unterlag Wales.